# Stern (Novelle)
Stern (japanisch スタア, Sutā von engl. star) ist eine Novelle des japanischen Schriftstellers Yukio Mishima und erschien am 26. November 1960 im Gunzō-Magazin. Als Verleger fungierte Kōdansha. Sie wurde am 30. Januar 1961 zusammen mit Patriotismus und Drei Millionen Yen in einer Kurzgeschichtensammlung unter demselben Namen, Sutā, bei Shinchosha wiederveröffentlicht.
Mishima schrieb die Novelle während und nach seiner ersten Filmrolle im Yakuza-Film Afraid to Die (1960) von Masumura Yasuzō. Sie erzählt die Geschichte eines jungen Schauspielers, der durch die Sorge um seine Karriere und sein öffentliches Image zunehmend desillusioniert wird.
Stern ist einer der weniger bekannten Geschichten des Autors und erschien relativ unauffällig inmitten mehrerer seiner international vielbeachteten Meisterwerke – darunter Nach dem Bankett, Das Spiel des Biestes und Patriotismus. Durch die 2019 erschienene englische Übersetzung von Sam Brett im Penguin-Books-Verlag stiegen die Verkaufszahlen der Geschichte kurzzeitig wieder. Im umfangreichen Katalog des Autors gilt sie dennoch weiterhin als bedeutungslos.

## Handlung
Die Geschichte dreht sich um Rikio "Richie" Mizuno, einen 23-jährigen Schauspieler, der durch seine Erfahrungen mit dem Berühmtsein und der Filmindustrie zunehmend desillusioniert wird. Er spielt in einer Reihe von Yakuza-Filmen den harten, unnahbaren Gangsterboss und wird aufgrund seines muskulösen Äußeren von vielen fanatischen Fans angehimmelt. Auch er selbst ist sehr stolz darauf, Bodybuilder zu sein.
Langsam wird Rikio von Bedenken geplagt und äußert vermehrt seine Angst vor der Unabwendbarkeit des Alterns. Eine emotionale und sexuelle Ablenkung findet er in seiner Beziehung mit Kayo, seiner persönlichen Assistentin und Geliebten. Zwar ist sie eine unattraktive Frau, aber Rikio fühlt sich zu ihrer Authentizität hingezogen: Sie ist schonungslos ehrlich bezüglich ihrer negativen Charakterzüge, ihres hässlichen Äußeren und ihres hohen Alters. Kayo ärgert Rikio wegen seines guten Körpers, seines exzessiven Lebensstils, seiner Berühmtheit, der Menge an Fanbriefen und seiner attraktiven Nebendarstellerinnen. Ihre Authentizität steht im Kontrast zu Rikios fehlender Authentizität, die er durch seinen Beruf als Schauspieler sowohl in seiner Tätigkeit als auch gegenüber den Medien und Fans aufrechterhalten muss.
In einer Szene belästigt eine Verehrerin Rikio, um eine Nebenrolle in einem seiner Filme zu bekommen. Der Regisseur gibt nach und schreibt sie in das Skript, muss aber ihre miserablen Schauspielkünste feststellen und entfernt sie wieder vom Set. Die psychisch instabile Frau rennt weinend in den Umkleideraum und versucht, sich das Leben zu nehmen. In einer dramatischen Beschreibung stehen alle am Film Beteiligten um das Mädchen herum und beobachten einen genervten Arzt, der anmahnt, sich nicht in die Prozedur einzumischen. Das PR-Team des Produktionsstudios spinnt die Geschichte nachher so, dass Rikio sich in die Rettung eingemischt hat, um das Leben der Frau zu retten.
Kayo und Rikio sitzen zuhause und lachen über den Vorfall, während Kayo sich über die exaltierte Natur der Frau lustig macht.

## Hintergrund und Parallelen zum Autor

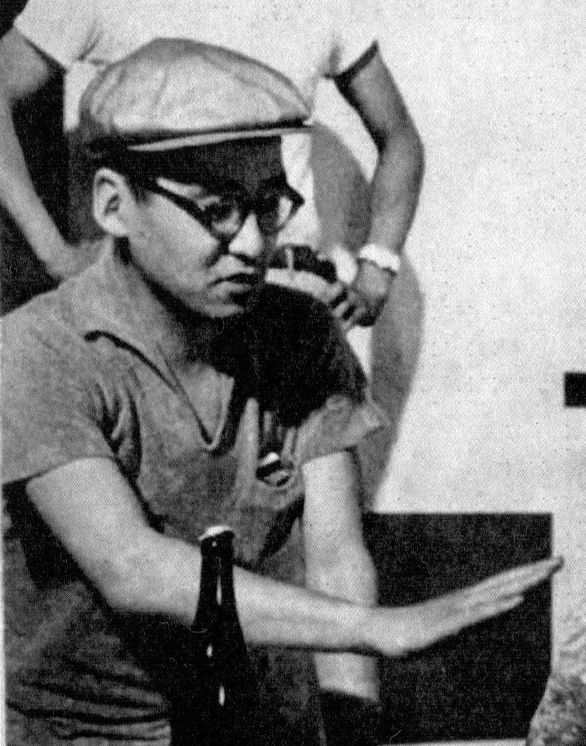
Regisseur Yasuzo Masumura mit dem Mishima den Film Afraid to Die drehte.

Mishima, der eigentlich schweigsam ist, wenn es um die Interpretation seiner Werke geht, machte im Interview mit dem Gunzō-Magazin deutlich, dass Rikio ihn selbst repräsentiert. Im japanischen Original heißt die Figur Yutaka und ist damit auch phonetisch näher an seinem Vornamen Yukio. Die Neubenennung in Rikio fand dem Übersetzer Sam Brett zufolge als Anlehnung an Mishimas Rolle Takeo in Afraid to Die statt.
Stern wurde während der Dreharbeiten zu Mishimas erster großer Filmproduktion, Afraid to Die, und danach geschrieben. Wie auch Rikio spielt Mishima in dem Film einen jungen Gangster, der frisch aus dem Gefängnis entlassen wurde, nachdem er seinen Mobster-Boss Vater rächte. Die Produktion erwies sich für Mishima als physisch und mental erschöpfend. Masumura war unzufrieden mit der Schauspielleistung des Autors und ließ viele Szenen mehrfach drehen, wodurch sich Überstunden anhäuften. Die Produktion wurde weiter verzögert, als Mishima am 1. März 1960 einen Fahrstuhl herunterfiel und sich den Kopf aufschlug. Daraufhin musste er neun Tage im Krankenhaus verbringen. Als die Filmproduktion am 15. März 1960 fortgeführt wurde, erzählte Mishima einem Paparazzo: „Ich hab genug davon, in Filmen mitzuspielen.“
Darüber hinaus lassen sich weitere klare Parallelen zwischen Mishima und Rikio feststellen. Auch Mishima war passionierter Bodybuilder und stolz auf seinen Körper, den er in mehreren homoerotischen Halbakten zur Schau stellte. Ebenso äußerte Mishima vermehrt seine regelrechte Verachtung gegenüber dem Altern und äußerte Ängste darüber, selbst keinen jungen „ehrhaften“ Tod sterben zu können:

„Ich erinnere mich an den Samurai-Klassiker Hagakure, der berühmt ist für den Satz „Der Weg des Kriegers ist der Tod.“ [...] Er predigte das immer wieder und trotzdem starb er selbst in seinem Bett als faltiger, alter Mann. Selbst ein Samurai wie er fand nicht die Möglichkeit in Ehre zu sterben. Wir heutzutage haben Vorstellungen vom Tod, aber manchmal frage ich mich, ob wir überhaupt wirklich leben. [...] Was mich betrifft: In den Tagen als ich sicher war bald zu sterben, war ich glücklicher als heute. [...] Habe ich gar keine Angst vor dem Tod? Doch, ich fürchte mich vor dem Tod durch Krankheit. Deswegen hoffe ich auf einen ehrhaften Tod, einen Tod für Etwas. Aber wie der Autor von Hagakure wurde ich leider in der falschen Zeit geboren. Ich werde vermutlich im Bett sterben, nachdem ich mein Leben lang von einem anderen Ende geträumt habe.“

Die „Maske“, die Rikio als Schauspieler jeden Tag aufsetzen muss, korreliert zudem mit der eigenen gesellschaftskonformen Maske, in die sich der Autor hineingedrängt gefühlt hat. Dies umfasst seine versteckte Homosexualität. Das Thema war unter anderem zentraler Bestandteil seines Durchbruchromans Bekenntnisse einer Maske (1949). Kayo bildet eine Parallele zu Mishimas Ehefrau Yoko Sugiyama, die im Gegensatz zu ihrem Ehemann nicht in der Öffentlichkeit stand und folglich „authentisch“ sein konnte.

## Rezeption
Die zeitgenössischen Reaktionen auf Stern waren zwar durchaus wohlwollend, jedoch rar, nicht zuletzt da Mishima im selben Zeitraum mehrere seiner beliebtesten und erfolgreichsten Werke veröffentlichte, die die ohnehin schon unscheinbare Novelle völlig in den Hintergrund drängten.
Die Bekanntheit der Novelle steigerte sich 2019 durch die Übersetzung Sam Bretts. Hier wurde sie überwiegend positiv aufgenommen. Der Review-Aggregator Book Marks verzeichnet eine kumulativ positive Bewertung basierend auf 7 Rezensionen: 3 Mal "ausgezeichnet", 3 Mal "gut" und 1 Mal "mangelhaft".
Publishers Weekly schrieb: „Mishima ist ein Meister des Psychologischen: er verwischt die Unterschiede zwischen Rikios Persönlichkeit und seinen Rollen in desorientierenden, aber nie störenden Übergängen zwischen Filmszenen und der Realität.“
Für Los Angeles Review of Books schreibt Jan Wilm: „Auch wenn 'Stern' ein relativ unbedeutendes Werk im Pantheon von Mishimas Brillanz ist, handelt es sich um eine ausgezeichnete Betrachtung vom Existieren und vom Tod. Mishimas Prosa ist sehr wirkungsvoll und die Übersetzung gut umgesetzt.“
Thomas Gebremedhin von The Wall Street Journal nannte Stern eine „perfekt getroffene Novelle“ und „eine atemberaubende Ergänzung zu dem Oeuvre eines der besten Geschichtenerzähler Nachkriegsjapans.“
Musiker Patti Smith nennt die Novelle für The New York Times „ein erschreckend modernes, hypervisuelles Juwel.“
In seiner Kritik für The Kenyon Review schreibt Daniel Felsenthal, Brett „schafft es, die schwierige Balance zwischen Präzision und Lyrik“ zu finden.
Andere positive Kritiken, die aber nicht bei Book Marks eingetragen wurden, befinden sich unter anderem im The Times Literary Supplement, The Japan Times, Yomiuri Shinbun, Booklist, Complete review, PopMatters, Columbia Journal und The Spectrum.
Eine abweichende negative Meinung im Kirkus Reviews bemängelt, „die nichts aussagende Erzählung [sei] gnädig kurz.“